# Чёрный Лух
Чёрный Лух — река в России, протекает по Макарьевскому и Ковернинскому районам Костромской и Нижегородской областях. Устье реки находится в 32 км от устья реки Унжа по левому берегу. Длина реки составляет 68 км, площадь водосборного бассейна — 930 км².

## Данные водного реестра
По данным государственного водного реестра России относится к Верхневолжскому бассейновому округу, водохозяйственный участок реки — Унжа от истока и до устья, речной подбассейн реки — Бассейн притоков Волги ниже Рыбинского водохранилища до впадения Оки. Речной бассейн реки — (Верхняя) Волга до Куйбышевского водохранилища (без бассейна Оки).
Код объекта в государственном водном реестре — 08010300312110000016744.

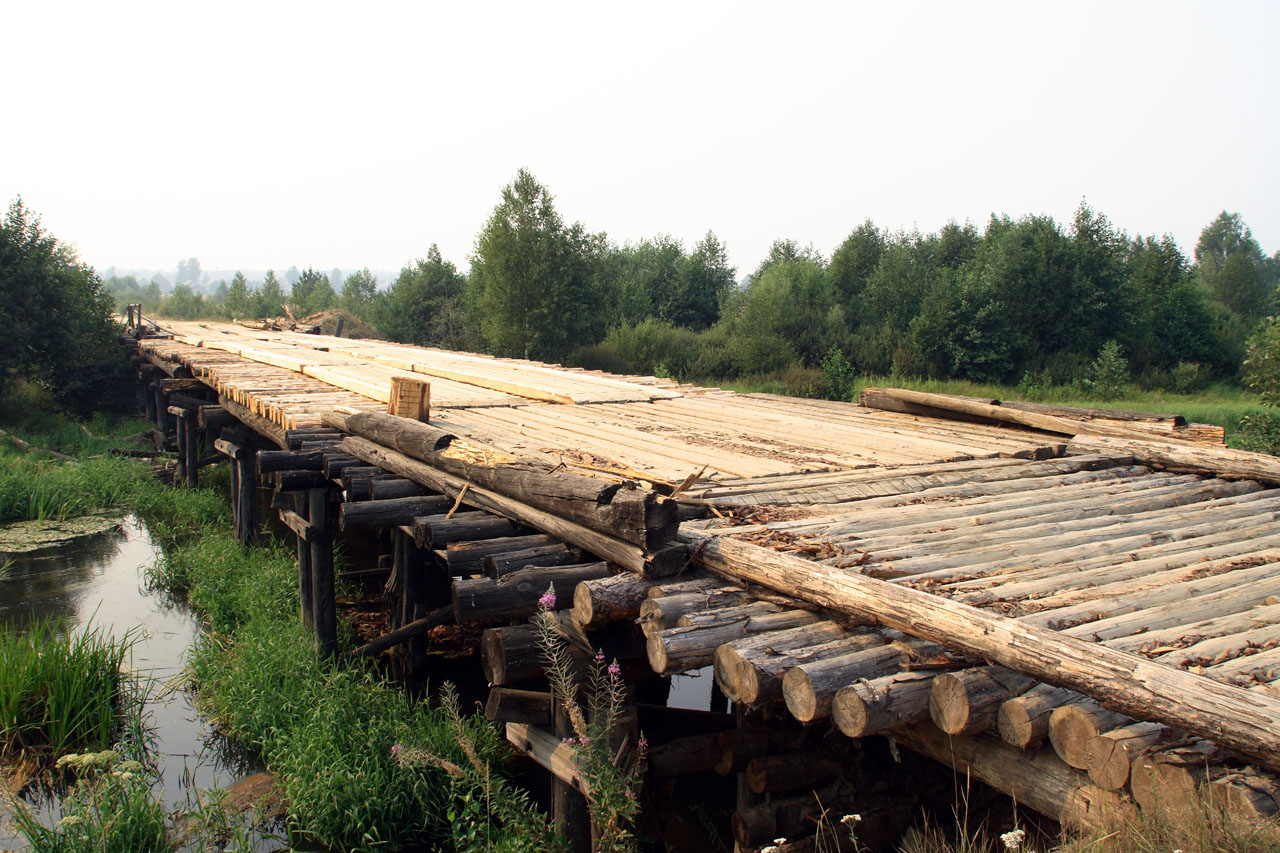
Мост через Чёрный Лух. 2010

### Притоки
(указано расстояние от устья)
- 13 км: река Шокша (пр)
- 29 км: река Шилекша (Большая Шилекша) (пр)
- 30 км: река Молокша (пр)
- 44 км: река Мормаз (пр)
- 48 км: река Большой Утрус (Бутрус, Утрус) (лв)